# Apollonienmarkt 3 (Stralsund)

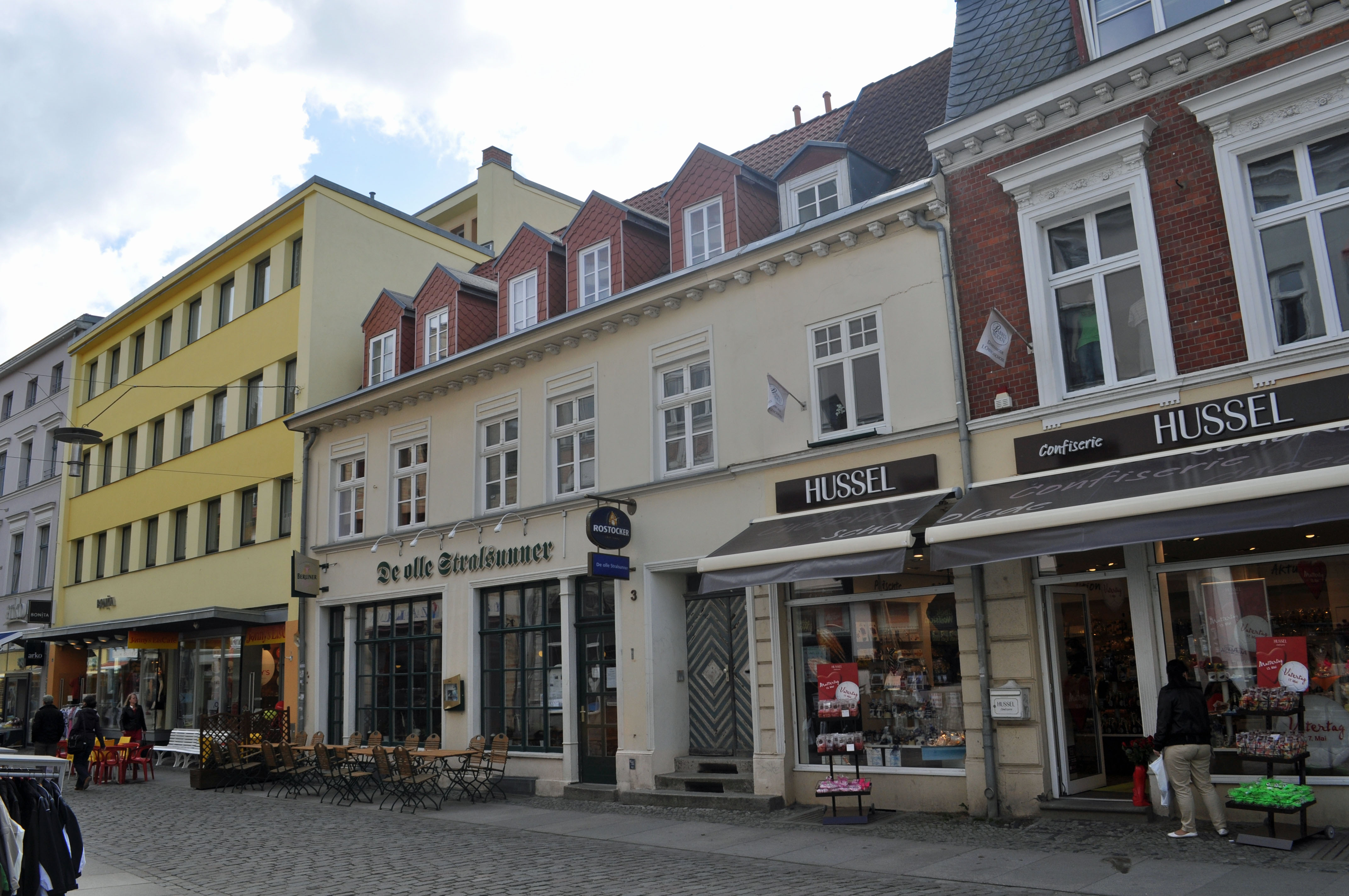
Das Haus Apollonienmarkt 3 in Stralsund (2012)

Das Gebäude mit der postalischen Adresse Apollonienmarkt 3 ist ein denkmalgeschütztes Bauwerk am Apollonienmarkt in Stralsund.
Der zweigeschossige, traufständige Putzbau wurde vierachsig am Beginn des 18. Jahrhunderts errichtet. Um die Mitte des 19. Jahrhunderts wurden zwei Achsen angefügt und die Fassade erneuert.
Die zweiflügelige Haustür ist im Stil des Barock mit Rautengliederung gestaltet und stammt aus der Erbauungszeit.
Das Haus liegt im Kerngebiet des von der UNESCO als Weltkulturerbe anerkannten Stadtgebietes des Kulturgutes „Historische Altstädte Stralsund und Wismar“. In die Liste der Baudenkmale in Stralsund ist es mit der Nummer 49 eingetragen.